# Morti nel 2004/Giugno
| Questa pagina contiene informazioni ricavate automaticamente dalle voci biografiche con l'ausilio del template Bio e di un bot. L'aggiornamento è periodico e automatico e ricostruisce completamente la pagina. Se manca una persona in questa lista, sei pregato di non aggiungerla, ma accertati piuttosto che la sua voce biografica contenga il template Bio e che i dati anagrafici siano correttamente compilati. Se il template Bio manca, inseriscilo tu stesso o, in alternativa, metti l'avviso {{tmp\|Bio}} che ne segnala la mancanza. Se i dati riportati sono sbagliati, correggi direttamente la voce biografica; le modifiche saranno visibili in questa lista entro pochi giorni. Per chiarimenti vedi il progetto biografie. La lista contiene solo le 99 persone che sono citate nell'enciclopedia e per le quali è stato implementato correttamente il template Bio. Pagina aggiornata al 10 mag 2025. |

- 1º giugno - James Dudley, giocatore di baseball statunitense (n. 1910)
- 1º giugno - Erminio Ardigò, fumettista italiano (n. 1932)
- 2 giugno - Nicolaj Ghiaurov, basso bulgaro (n. 1929)
- 2 giugno - Tesfaye Gebre Kidan, generale e politico etiope (n. 1935)
- 2 giugno - Tini Wagner, nuotatrice olandese (n. 1917)
- 3 giugno - Quorthon, cantante e musicista svedese (n. 1966)
- 3 giugno - Frances Shand Kydd, contessa inglese (n. 1936)
- 4 giugno - Charles Correll, regista e direttore della fotografia statunitense (n. 1944)
- 4 giugno - Alfredo Maria Garsia, vescovo cattolico italiano (n. 1928)
- 4 giugno - Marvin Heemeyer, operaio statunitense (n. 1951)
- 4 giugno - Steve Lacy, sassofonista e compositore statunitense (n. 1934)
- 4 giugno - Nino Manfredi, attore, regista e sceneggiatore italiano (n. 1921)
- 4 giugno - Anthony Steffen, attore italiano (n. 1930)
- 4 giugno - Alfonso Stocchetti, architetto italiano (n. 1920)
- 5 giugno - Johnny Bent, hockeista su ghiaccio statunitense (n. 1908)
- 5 giugno - Peter Dinsdale, allenatore di calcio e calciatore inglese (n. 1938)
- 5 giugno - Fernando Manzaneque, ciclista su strada, pistard e dirigente sportivo spagnolo (n. 1934)
- 5 giugno - Ronald Reagan, politico, sindacalista e attore statunitense (n. 1911)
- 6 giugno - Simon Cumbers, giornalista irlandese (n. 1968)
- 6 giugno - Paul Debes, scrittore tedesco (n. 1906)
- 6 giugno - Babsie Podestá, pallanuotista maltese (n. 1912)
- 6 giugno - Charles-Marie Ternes, storico e archeologo lussemburghese (n. 1939)
- 6 giugno - Jock West, pilota motociclistico britannico (n. 1909)
- 7 giugno - Richard E. Bush, militare statunitense (n. 1924)
- 7 giugno - Joseph Leo Doob, matematico statunitense (n. 1910)
- 7 giugno - Don Potter, scultore e insegnante britannico (n. 1902)
- 7 giugno - Donald Trumbull, effettista statunitense (n. 1909)
- 8 giugno - Per Carleson, schermidore svedese (n. 1917)
- 8 giugno - Gianfranco Cozzi, politico italiano (n. 1951)
- 8 giugno - Fosco Maraini, antropologo, orientalista e alpinista italiano (n. 1912)
- 8 giugno - Marcello Sgarlata, politico italiano (n. 1927)
- 8 giugno - Leopoldo Zea, filosofo messicano (n. 1912)
- 8 giugno - Abd al-Rahman al-Shaghouri, poeta, sindacalista e mistico siriano (n. 1912)
- 9 giugno - Roosevelt Brown, giocatore di football americano statunitense (n. 1932)
- 9 giugno - Alistair Taylor, manager britannico (n. 1935)
- 10 giugno - Arrigo Castellani, linguista e filologo italiano (n. 1920)
- 10 giugno - Ray Charles, cantautore e pianista statunitense (n. 1930)
- 10 giugno - Chico Faria, calciatore portoghese (n. 1949)
- 10 giugno - Odette Laure, attrice francese (n. 1917)
- 10 giugno - Carlo Florindo Semini, compositore e insegnante svizzero (n. 1914)
- 10 giugno - Rosinha de Valença, chitarrista e cantautrice brasiliana (n. 1941)
- 11 giugno - Egon von Fürstenberg, principe e stilista tedesco (n. 1946)
- 11 giugno - Pakubuwono XII, sovrano indonesiano (n. 1925)
- 11 giugno - Michel Roche, cavaliere francese (n. 1939)
- 11 giugno - Xenofōn Zolōtas, economista greco (n. 1904)
- 13 giugno - Stuart Hampshire, filosofo inglese (n. 1914)
- 14 giugno - Ubaldo Calabresi, arcivescovo cattolico italiano (n. 1924)
- 14 giugno - Ulrich Inderbinen, alpinista svizzero (n. 1900)
- 14 giugno - Pietro Virga, giurista e costituzionalista italiano (n. 1920)
- 15 giugno - Orfeo Bellesini, calciatore italiano (n. 1920)
- 15 giugno - Maurits Sabbe, presbitero e teologo belga (n. 1924)
- 15 giugno - Jack Spencer, cestista e allenatore di pallacanestro statunitense (n. 1923)
- 15 giugno - Rolf Wüthrich, calciatore svizzero (n. 1938)
- 16 giugno - Thanom Kittikachorn, generale e politico thailandese (n. 1911)
- 17 giugno - Todor Dinov, animatore e regista bulgaro (n. 1919)
- 17 giugno - Jacek Kuroń, attivista e politico polacco (n. 1934)
- 17 giugno - Sara Lidman, scrittrice svedese (n. 1923)
- 18 giugno - Boris Batanov, calciatore e allenatore di calcio sovietico (n. 1934)
- 18 giugno - Doris Dowling, attrice statunitense (n. 1923)
- 18 giugno - George Flower, attore e sceneggiatore statunitense (n. 1937)
- 18 giugno - Sabri Koçi, albanese (n. 1921)
- 18 giugno - Moe Radovich, cestista e allenatore di pallacanestro statunitense (n. 1929)
- 18 giugno - Antonio Schenatti, fondista italiano (n. 1935)
- 19 giugno - Charly Grosskost, ciclista su strada e pistard francese (n. 1944)
- 19 giugno - Stan Howard, calciatore inglese (n. 1934)
- 20 giugno - Tom Benetollo, politico italiano (n. 1951)
- 20 giugno - Remo Berselli, grafico, illustratore e fumettista italiano (n. 1925)
- 20 giugno - Hanns Cibulka, scrittore, poeta e giornalista tedesco (n. 1920)
- 20 giugno - Brenno Milani, calciatore italiano (n. 1925)
- 20 giugno - José Manuel Delgado Rivera, allenatore di calcio e calciatore spagnolo (n. 1946)
- 21 giugno - Ronald Ashman, allenatore di calcio e calciatore inglese (n. 1926)
- 21 giugno - Ruth Leach Amonette, scrittrice, educatrice e dirigente d'azienda statunitense (n. 1916)
- 21 giugno - Mac Ronay, attore francese (n. 1913)
- 21 giugno - Leonel Brizola, politico brasiliano (n. 1922)
- 22 giugno - Bob Bemer, informatico statunitense (n. 1920)
- 22 giugno - Thomas Gold, astrofisico austriaco (n. 1920)
- 23 giugno - Angelo Tommasi, altista italiano (n. 1911)
- 24 giugno - Afanasij Kočetkov, attore sovietico (n. 1930)
- 24 giugno - Carlos Alberto Lacoste, ammiraglio e politico argentino (n. 1929)
- 24 giugno - Dietrich André Loeber, giurista tedesco (n. 1923)
- 24 giugno - Bill Pataky, cestista canadese (n. 1930)
- 24 giugno - Peter Wragg, calciatore e allenatore di calcio inglese (n. 1931)
- 25 giugno - Bruno De Zordo, saltatore con gli sci italiano (n. 1941)
- 25 giugno - Karol Kennedy, pattinatrice artistica su ghiaccio statunitense (n. 1932)
- 26 giugno - Yash Johar, produttore cinematografico indiano (n. 1929)
- 26 giugno - Augusto Premoli, politico e giornalista italiano (n. 1911)
- 26 giugno - Naomi Shemer, cantautrice, compositrice e poetessa israeliana (n. 1930)
- 26 giugno - Frank Teräskari, sollevatore finlandese (n. 1921)
- 27 giugno - Jean Graczyk, ciclista su strada e pistard polacco (n. 1933)
- 27 giugno - Edwin Noël, attore tedesco (n. 1944)
- 27 giugno - Fred Ramdat Misier, politico surinamese (n. 1926)
- 27 giugno - Fausto Romitelli, compositore italiano (n. 1963)
- 28 giugno - Anthony Buckeridge, scrittore britannico (n. 1912)
- 29 giugno - Paola Cagnoni, orientalista e iamatologa italiana (n. 1940)
- 29 giugno - Mohammad Ranjbar, calciatore e allenatore di calcio iraniano (n. 1935)
- 29 giugno - Primo Zuccotti, ciclista su strada italiano (n. 1915)
- 30 giugno - Chris Alcaide, attore statunitense (n. 1923)
- 30 giugno - Ellen Auerbach, fotografa tedesca (n. 1906)
- 30 giugno - Gaetano Richelli, fotografo italiano (n. 1919)